# Sabina Panzanini
Sabina Panzanini (ur. 16 lutego 1972 w Merano) – włoska narciarka alpejska, dwukrotna medalistka mistrzostw świata juniorów.

## Kariera
Po raz pierwszy na arenie międzynarodowej pojawiła się w 1990 roku, startując na mistrzostwach świata juniorów w Zinal. Zajęła tam ósme miejsce w gigancie. Podczas rozgrywanych rok później mistrzostw świata juniorów w Geilo zwyciężyła w tej konkurencji, a w slalomie zajęła drugie miejsce.
W zawodach Pucharu Świata zadebiutowała 5 grudnia 1992 roku w Steamboat Springs, gdzie zajęła drugie miejsce w gigancie. Tym samym już w debiucie nie tylko zdobyła pierwsze pucharowe punkty, ale od razu stanęła na podium. W zawodach tych rozdzieliła Austriaczkę Anitę Wachter i swą rodaczkę, Deborę Compagnoni. W kolejnych startach jeszcze siedem razy stanęła na podium, za każdym razem w slalomie: 26 listopada 1994 roku w Park City była druga, 21 grudnia 1994 roku w Alta Badia wygrała, 18 marca 1995 roku w Bormio, 21 grudnia 1995 roku w Veysonnaz i 2 marca 1996 roku w Narwiku ponownie była druga, a 21 listopada 1996 roku w Park City i 3 stycznia 1997 roku w Mariborze wygrywała. W sezonie 1994/1995 zajęła 22. miejsce w klasyfikacji generalnej. Ponadto w sezonie 1995/1996 była czwarta w klasyfikacji slalomu.
Wystartowała na igrzyskach olimpijskich w Lillehammer w 1994 roku, gdzie zajęła 15. miejsce w gigancie. Na rozgrywanych cztery lata później igrzyskach w Nagano była ósma w tej samej konkurencji. Była też między innymi piąta w gigancie podczas mistrzostw świata w Morioce w 1993 roku.

## Osiągnięcia

### Igrzyska olimpijskie
| Miejsce | Dzień     | Rok  | Miejscowość | Konkurencja | Czas biegu | Strata | Zwyciężczyni       |
| ------- | --------- | ---- | ----------- | ----------- | ---------- | ------ | ------------------ |
| 15.     | 24 lutego | 1994 | Lillehammer | Gigant      | 2:30,97    | +5,56  | Deborah Compagnoni |
| 8.      | 20 lutego | 1998 | Nagano      | Gigant      | 2:50,59    | +3,50  | Deborah Compagnoni |

### Mistrzostwa świata
| Miejsce | Dzień     | Rok  | Miejscowość   | Konkurencja | Czas biegu | Strata | Zwyciężczyni          |
| ------- | --------- | ---- | ------------- | ----------- | ---------- | ------ | --------------------- |
| 5.      | 10 lutego | 1993 | Morioka       | Gigant      | 2:17,59    | +1,58  | Carole Merle          |
| DNF1    | 22 lutego | 1996 | Sierra Nevada | Gigant      | 2:10,74    | -      | Deborah Compagnoni    |
| DNS2    | 9 lutego  | 1997 | Sestriere     | Gigant      | 2:39,19    | -      | Deborah Compagnoni    |
| DNF1    | 11 lutego | 1999 | Vail          | Gigant      | 2:08,54    | -      | Alexandra Meissnitzer |

### Mistrzostwa świata juniorów
| Miejsce | Dzień       | Rok  | Miejscowość | Konkurencja | Czas biegu | Strata | Zwyciężczyni  |
| ------- | ----------- | ---- | ----------- | ----------- | ---------- | ------ | ------------- |
| 8.      | 23 marca    | 1990 | Zinal       | Gigant      | 2:23,17    | +2,20  | Manuela Umele |
| 1.      | 12 kwietnia | 1991 | Geilo       | Gigant      | 2:09,95    | -      | -             |
| 3.      | 14 kwietnia | 1991 | Geilo       | Slalom      | 1:20,21    | +1,70  | Urška Hrovat  |

### Puchar Świata

#### Miejsca w klasyfikacji generalnej
- sezon 1992/1993: 31.
- sezon 1993/1994: 56.
- sezon 1994/1995: 22.
- sezon 1995/1996: 25.
- sezon 1996/1997: 34.
- sezon 1997/1998: 76.
- sezon 1998/1999: 75.
- sezon 1999/2000: 75.

#### Miejsca na podium
1. Steamboat Springs – 5 grudnia 1992 (slalom) – 2. miejsce
2. Park City – 26 listopada 1994 (slalom) – 2. miejsce
3. Alta Badia – 21 grudnia 1994 (slalom) – 1. miejsce
4. Bormio – 18 marca 1995 (slalom) – 2. miejsce
5. Veysonnaz – 21 grudnia 1995 (slalom) – 2. miejsce
6. Narwik – 2 marca 1996 (slalom) – 2. miejsce
7. Park City – 21 listopada 1996 (slalom) – 1. miejsce
8. Maribor – 3 stycznia 1997 (slalom) – 1. miejsce